# 帝王的大統領制
帝王的大統領制 (英語: Imperial presidency) は、アメリカ合衆国及び大韓民国のような強力な権限を持つ現代大統領制に適用される用語である。この項目では主にアメリカ合衆国大統領を説明する。

## 概要
それは1960年代に人気を博し、歴史家のアーサー・M・シュレシンジャー・ジュニアによる1973年の本のタイトルで使用された。彼は、大統領が制御不能であり、憲法上の制限を超えていたという2つの懸念に対処するために「The Imperial Presidency」という本を執筆した。 「The State of the Presidency」の著者であるトーマス・E・クローニン政治学教授によると、帝王的大統領制は、大統領制が国家の緊急時に大統領の特権を生み出し、乱用することを可能にすることによって、アメリカの憲法制度に対する危険を定義するために使用される用語である。その特権は、（1）憲法で漠然と定義された大統領の戦争権限、および（2）秘密主義 - 立法府および司法府によって提供される通常のチェックとバランスから大統領を保護するために使用されたシステムに基づいていた。

## 歴史
1930年代まで、大統領にはスタッフがほとんどいなかった。そのほとんどは、大統領が常に事務所（大統領室）の米国議会議事堂に拠点を置いていた。その後、この事務所は儀式の場でのみ使用されるようになったが、19世紀から20世紀初頭にかけて、大統領は定期的に米国議会議事堂の事務所を離れて活動していた。しかし、世界恐慌と第二次世界大戦中のフランクリン・D・ルーズベルトの大統領職（1933年から1945年）は、以前のオフィスの重要性を変えることとなった。テレビなどの新しい電気を利用したメディアの時代となり、ニューディール政策の下での執行機関の成長や、彼のブレーントラスト顧問、そして1939年の大統領行政府の創設のすべては、大統領の職員の権限を大きくすることだった。
戦後の大統領では、幹部のスタッフは、ほとんどの場合ホワイトハウスの地下にあるウエストウイング（1934年に再設計）や、ホワイトハウスの横にあり国防総省と国務省が使用するアイゼンハワー行政府ビルで賑わっている。ウエストウイングの過密状態が進むと、リチャード・ニクソン大統領は、元大統領のプールを記者会見室に変えた。

## その存在の議論
- スタッフの数が増えるにつれ、大統領を務める人物に個人的な忠誠心を持ち、外部の承認や管理の対象とならない多くの人々が任命された。
- 諮問委員会は大統領職を中心に発展し、その多くは主要な内閣部門を補完し、影響力は低下した。国家安全保障会議と行政管理予算局はその代表的な例である。
- 上院は、内閣の任命の場合のようにほんの一握りの例外を除いて、大統領行政府への任命を「助言し、同意する」ことはない。当然の結果として、大統領行政府の担当者は大統領にのみ責任があり、議会には責任がない。
- 大統領職は、憲法にはない黙示的権力も保持している。外交政策の範囲と大統領の軍事権を持つため秘密であることも問われている。
- 議会、マスコミ、一般市民は毎日ではなく、選挙または弾劾の間のみ、国民投票による大統領職が説明責任を負う。

リチャード・ニクソンとロナルド・レーガンの大統領時代は、特に大統領令または議会制定法に違反して、下級職員が時折行動する「廷臣」に囲まれていると説明された。シュレシンジャーは、例として、ウォーターゲート事件中のニクソン大統領の職員の活動を指摘した。レーガン（1981年 – 1989年）の下で、ニカラグアのコントラへの資金提供を促進する上でのUSMCのオリバー・ノース中尉の役割は、議会の禁止に明示的に違反して、ホワイトハウスの大規模なスタッフの一員としての彼の立場に基づいた「ご機嫌取り」であった。レーガンの最後の参謀長を務めたハワード・ベイカーは、大統領の「廷臣」の成長、複雑さ、そして明らかに答えられないことに批判的だった。
歴史家のザカリー・カラベルは、議会の不作為もあって、21世紀に行政権がさらに拡大したと主張した。ジョージ・W・ブッシュとバラク・オバマの大統領期間を例として、彼は書いた：「9/11は、ジョージ・W・ブッシュが国家安全保障と国内監視における行政権を拡大するために危機を打ち切り、帝王的大統領制への現在の動きの始まりを見せた、その中で、彼の政権は、しばらくの間、大衆のかなりの部分が議会の合法であるが分類された支持を持っていた。」カラベルは、この傾向はオバマの下で続いており、議会からの「妨害」は「オバマ政権に権力を行使する革新的な方法を見つけるように促し」、オバマを「これまでの最も強力な大統領の一人」にしたと述べた。彼は、この傾向が行政権のさらなる拡大の先例となる可能性があると書いた。カラベルは後に、ドナルド・トランプ大統領が行政権を侵食するという意図しない影響を及ぼした可能性があると主張し、DACA移民政策の撤回と、トランプ政権がその立場を利用してNAFTAから撤退するという脅迫を理由に、行政機関の費用で議会に一部の権力が侵害されたと述べた。
プリンストン大学の歴史家ケビン・M・クルーゼとジュリアン・E・ゼライザーは、帝王的大統領制の側面はトランプ政権では明らかであると主張した。

## 批判
- 大統領行政府は連邦官僚機構のほんの一部を占めており、制度的な継続性はなく、大統領はそのメンバーのほとんどの任命に関してほとんど影響力を持っていない。
- ほとんどの連邦政府の組織と機能は法律によって決定されているため、大統領にはそれを再編成する権限がほとんどない。

アラスデア・ロバーツは、帝王的大統領制の概念は、過去30年間の統治の文脈におけるいくつかの重要な変化を無視しており、そのすべてが大統領の実際の権力を制限する傾向があると主張した。
- 連邦官僚機構の規模と複雑さの増大
- 透明性規則や、連邦監察官、強化された政府説明責任局、議会予算局などの「監視官僚機構」を含む、一連のニクソン後の行政権の統制
- 内部告発に対するより強力な保護とともに、彼らが同意しない政策に抗議または「笛を吹く」という官僚の意欲の高まり
- 公式の異議申し立ての効果を増幅し、大統領の行動に反対して動員する敵の能力を高める情報通信技術の変化
- 連邦当局への国民の信頼と服従の低下
- 義務的なプログラムにますますコミットされている連邦資金の使用に関する行政の裁量の低下
- レーガン後の新自由主義政策への移行、経済のグローバル化、企業ロビーの成長の結果としての民間部門の規制の低下

「帝国大統領」はジェラルド・フォード元大統領の理論だった。フォードは、大統領は力が強すぎるのではなく、効果を発揮するのに十分な力を持っていないと主張した。ニューディール以降の大統領を取り巻く官僚機構の規模の拡大は、行政の管理をより困難にした。フォードは、「大統領職の主な弱点は、ホワイトハウスが大規模な連邦官僚機構の管理を維持できないことである。大統領が内閣官僚に命令を出し、その命令が現場に出たとき、それが完全に切断されていることに気付くほどイライラすることはない」と語った。
ディーノ・P・クリステンソンとダグラス・L・クリナーによれば、大統領は議会や裁判所から独立して行動する余地がかなりありますが、国内世論が支持しない限り、一方的な行動は政治的反発を引き起こすリスクがある。